# Mongaillard
Mongaillard é uma comuna francesa na região administrativa da Nova Aquitânia, no departamento Lot-et-Garonne. Estende-se por uma área de 8,74 km². Em 2010 a comuna tinha 189 habitantes (densidade: 21,6 hab./km²).